# Джезі
Джезі (англ. Djezzy, араб. جازي) — головний оператор мобільного зв'язку Алжиру з часткою ринку 65 % (понад 16,49 млн абонентів у грудні 2016 року) і мережа, що охоплює 90 % населення (48 областей). Джезі повністю належить алжирській державі з 2022 року, раніше була дочірньою компанією єгипетської компанії Global Telecom Holding (дочірня компанія VEON). 11 липня 2001 року компанія Джезі придбала другу GSM-ліцензію в Алжирі, запропонувавши 737 мільйонів доларів, і була офіційно започаткована 15 лютого 2002 року.
У січні 2015 року Національний інвестиційний фонд (FNI) отримав контроль над 51 % капіталу компанії, а іноземний партнер Global Telecom Holding зберіг відповідальність за управління компанією. У серпні 2022 року VEON продала решту 45,57 % акцій компанії Національному інвестиційному фонду за $682 млн, який став єдиним власником Джезі.
Джезі охоплює 95 % населення національної території, а його послуги 3G розгорнуті в 48 областях. Djezzy запустив свої послуги 4G 1 жовтня 2016 року в 20 регіонах і мав намір охопити понад 50 % населення до 2021 року.
Компанію очолюють виконавчий директор Вінченцо Нескі та головний виконавчий директор Матьє Гальвані.
Джезі був частиною VEON, міжнародної комунікаційної та технологічної компанії.
Компанія надає широкий спектр послуг, таких як передплачені, з післяплатою, передача даних, послуги з доданою вартістю та SUT.
У неї є два конкуренти: державна Mobilis і приватна Ooredoo Algeria.

## Логотипи

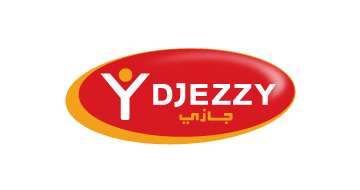
Логотип Djezzy з 2013 по квітень 2015.
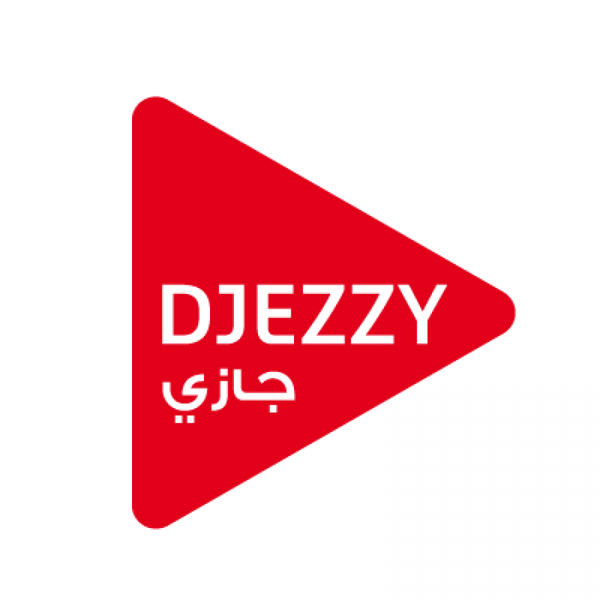
Логотип Djezzy з квітня 2015 року.